# 최규환 (1935년)
최규환(1935년 8월 20일 ~ 2015년 8월 7일)은 대한민국의 정치인이다. 제39대 부안군수를 역임했다.

## 학력
- 백산국민학교 (졸업)
- 정읍농림중학교 (졸업)
- 전주고등학교 (졸업)
- 육군사관학교 (14기 / 졸업)

## 역대 선거 결과
|  | 31.13% |

|  | 9.13% |

|  | 61.26% |

|  | 47.21% |